# 나탈리야 호치
나탈리야 호치(우크라이나어: Наталія Гоцій, 영어: Nataliya Gotsiy, 1985년 7월 10일 ~ )는 우크라이나의 모델이다. 2004 포드 슈퍼모델 오브 더 월드 우승자이다.